# Moses Odion Dickson
Moses Odion Dickson bzw. Moses Odion (* 10. Juni 1973 in Nigeria) ist ein ehemaliger nigerianischer Boxer und gehörte zu den Teilnehmern an den Olympischen Sommerspielen 1992 in Barcelona.

## Leben
1992 nahm Moses Odion Dickson an den Olympischen Spielen 1992 in Barcelona für Nigeria teil. Er schied im Leichtgewicht im Achtelfinale aus.
Dickson siedelte von Nigeria nach Deutschland und boxte für Colonia Köln. Erste Liga-Erfahrungen sammelte er bei Bayer Leverkusen. Nach 500 Amateurkämpfen beendete er seine Karriere als Weltergewichts-Boxer und ist heute als lizenzierter Boxtrainer in Köln tätig.